# Czajcze (przystanek kolejowy)
Czajcze – wąskotorowy przystanek osobowy Bydgosko-Wyrzyskich Kolei Dojazdowych w Czajczu, w gminie Wysoka, w Powiecie pilskim, w województwie wielkopolskim. Został oddany do użytku w dniu 21 lutego 1895 roku razem z linią kolejową z Białośliwia Wąskotorowego do Łobżenicy.

## Przypisy

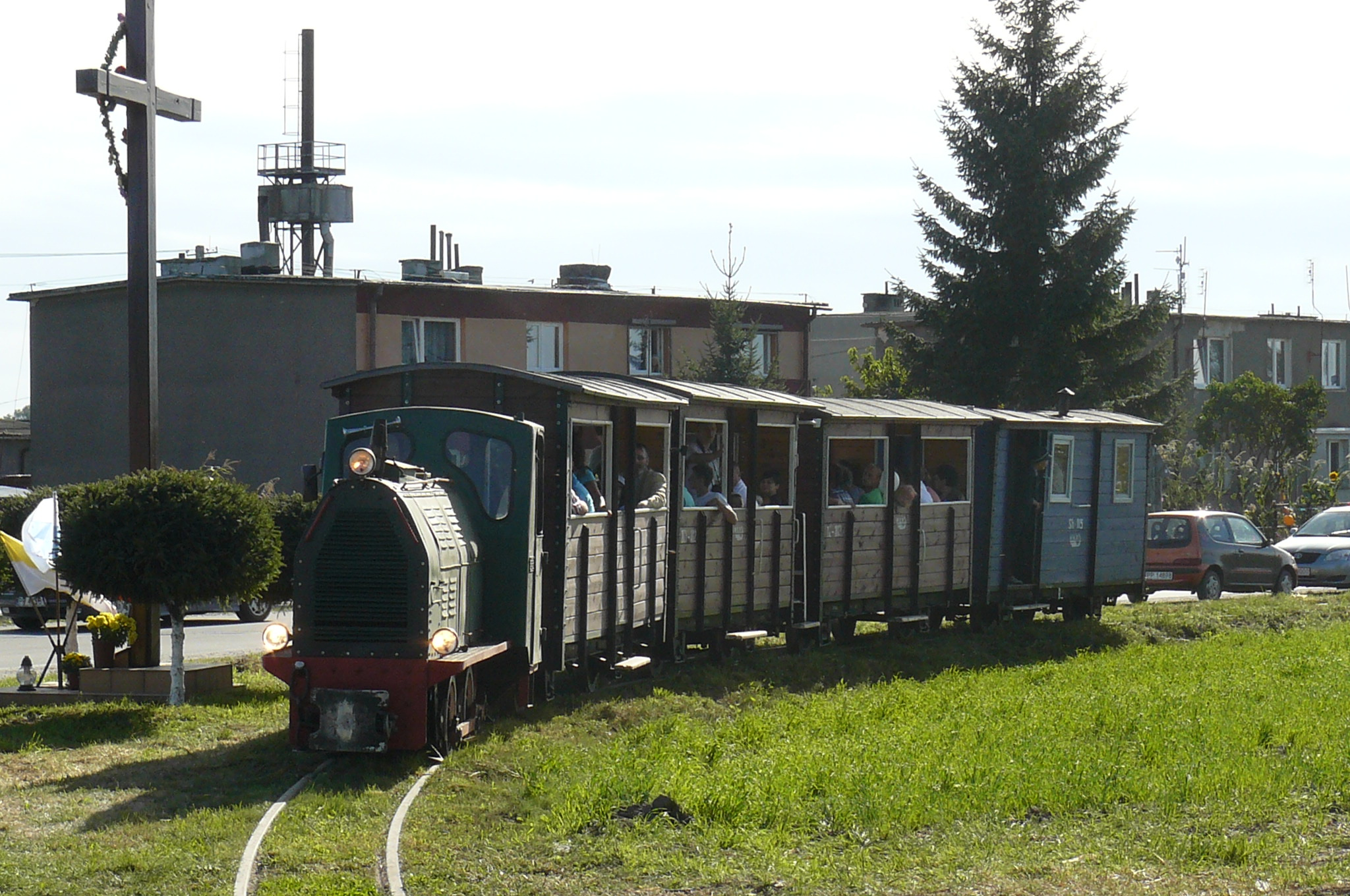
Pociąg Wyrzyskiej Kolei Powiatowej w Czajczu